# Parc régional du Taburno Camposauro
Le parc régional du Taburno Camposauro (en italien : Parco Regionale Taburno - Camposauro) est un 
espace naturel protégé créée en 1993 dans le massif du Taburno Camposauro (it) dans la province de Bénévent en Campanie,

## Territoire
C'est un massif calcaire isolé des Apennins. Son sommet le plus élevé est le Taburno, à 1 393 m. Il est composé de deux groupes de montagnes calcaires séparés par une plaine. La faune est affectée par les activités humaines, mais l'avifaune est très diversifiée. Plusieurs structures historiques, principalement religieuses, sont situées sur le massif. Un vin DOC est produit dans la région.
Sur ce territoire se trouvent aussi deux zones protégées : les zones de protection spéciale « Camposauro » (ZPS-IT8020007) et « Massiccio del Taburno » (ZSC-IT8020008) du réseau Natura 2000.

## Faune
L'espèce animale qui caractérise le mont Taburno est le grand corbeau (Corvus corax) . Il y a aussi la sittelle torchepot (Sitta europaea), le pic épeichette (Dryobates minor), la buse variable (Bueto buteo), la grive mauvis (Turdus iliacus), ainsi que les petits passeriformes et petits mammifères. 
Parmi les grands mammifères, on trouve le loup des Apennins Canis lupus italicus ), le lièvre, le chevreuil , le chat sauvage (Felis silvestris silvestris), le sanglier, la martre des pins (Martes martes), le blaireau et le renard.

## Flore
Dans la partie basse la végétation est composée de chênes pubescents  après 700 mètres la végétation est composée d'érables, de charmes et de frênes, au dessus de 900 m le hêtre domine, et entre 1000 et 1100 mètres on rencontre du chêne vert et du sapin blanc.

## Galerie

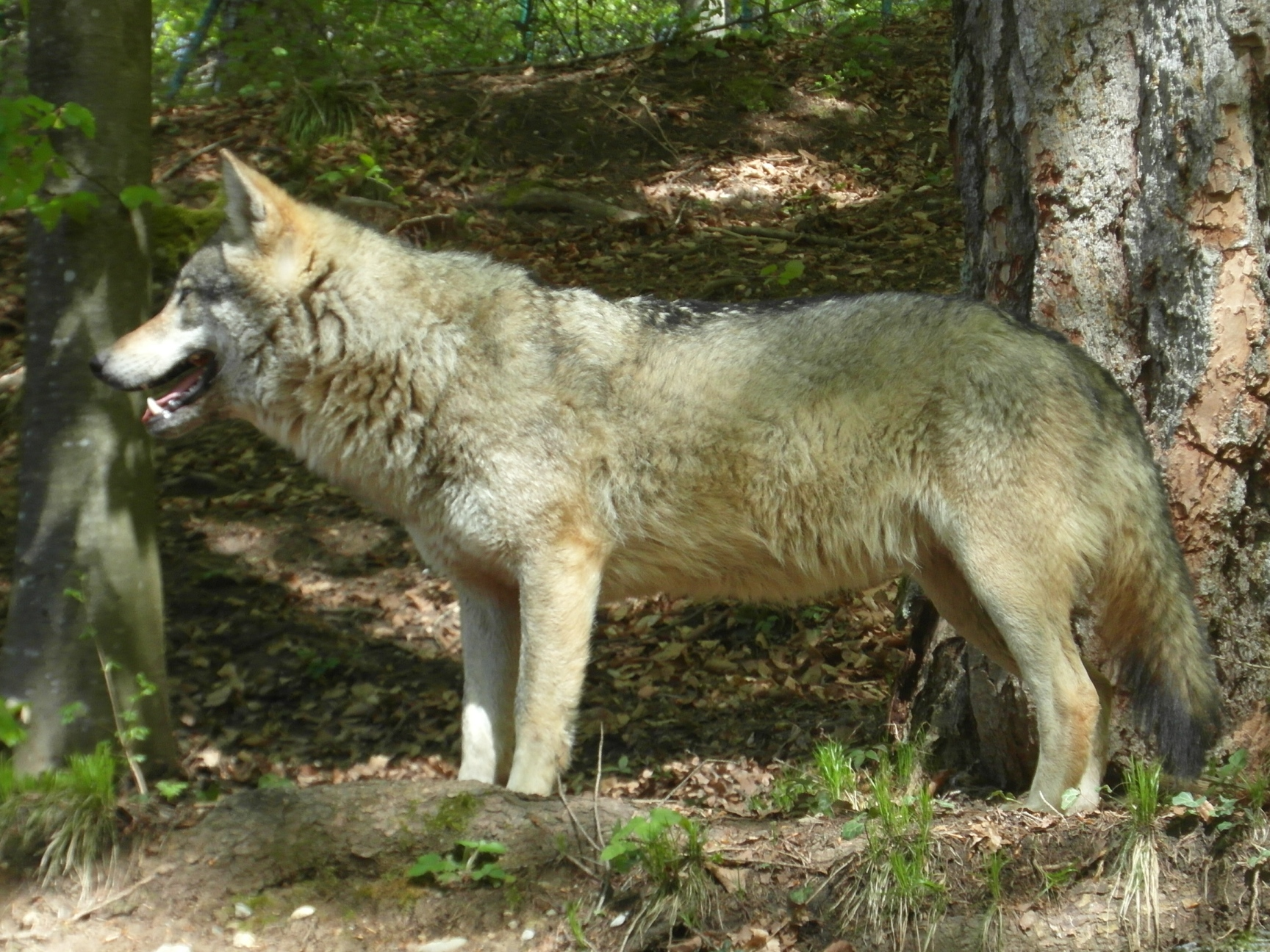
Loup des Apennins.
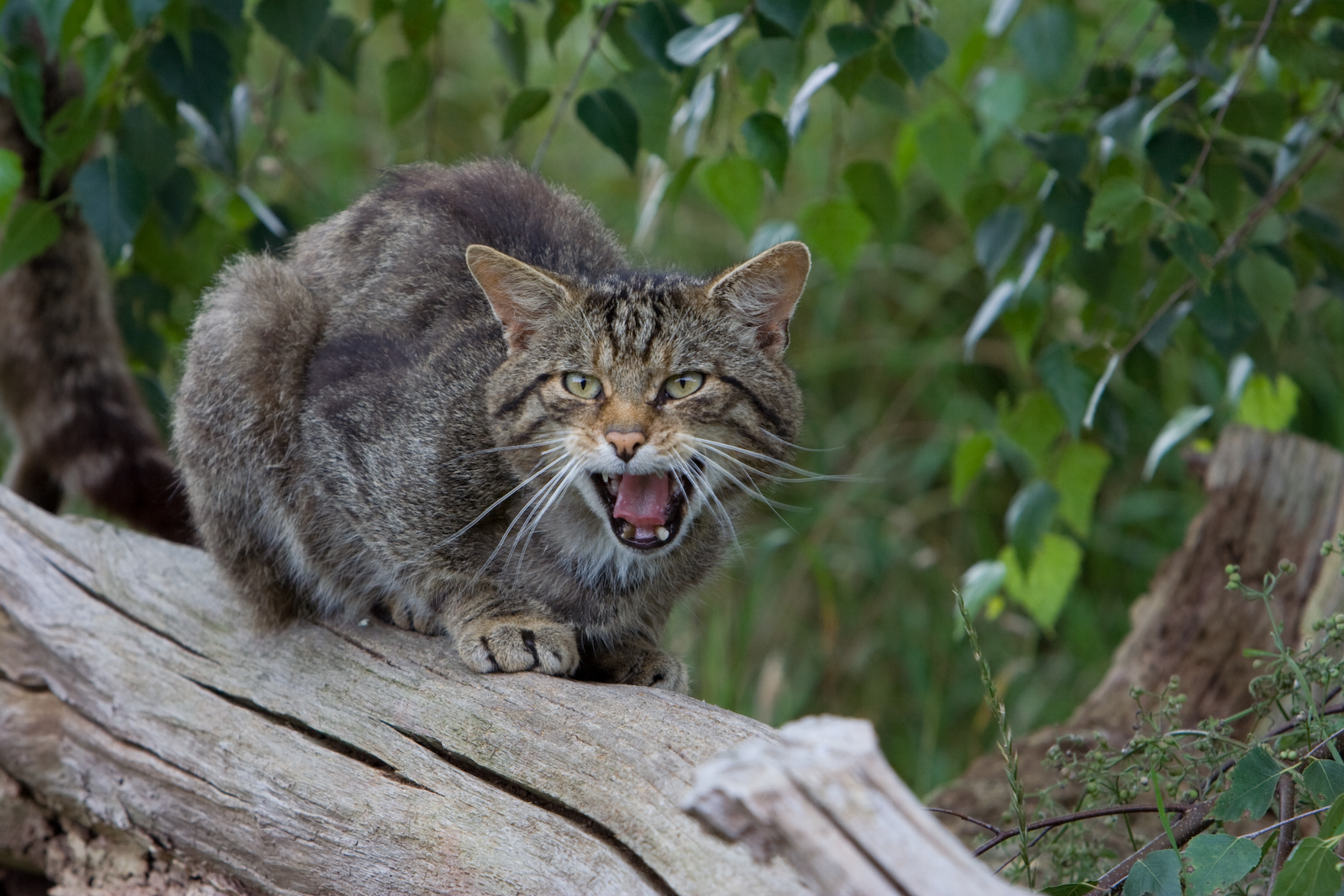
Chat sauvage.